# Final Fantasy Tactics: The War of the Lions
Final Fantasy Tactics: The War of the Lions (ファイナルファンタジータクティクス 獅子戦争 Fainaru Fantajī Takutikusu Shishi Sensō?) es un videojuego de rol del tipo táctico desarrollado por Square Enix y publicado Square Enix para la Sony PlayStation Portable. El juego es una versión mejorada del original Final Fantasy Tactics realizado para la PlayStation.
The War of the Lions es el segundo juego anunciado dentro de la saga "Ivalice Alliance" , (una serie de videojuegos que suceden en Ivalice). EL primero fue Final Fantasy XII: Revenant Wings, Una secuela de Final Fantasy XII, para la Nintendo DS, y el tercero fue Final Fantasy Tactics A2: Grimoire of the Rift.

## Personajes
- Ramza: (18) Protagonista, hijo de Lord Barbaneth Beoulve y Lugria.

- Delita Heiral:(18) Mejor amigo de Ramza de la infancia, nacido como miembro de la clase baja, Delita y su Hermana Tietra fueron acogidos por la casa Beoulve cuando sus padres murieron a causa de la "Peste Negra", y gracias a las influencias del padre de Ramza fue aceptado en la Academia para caballeros, un privilegio solo para nobles.

- Alma Beoulve:(18) Hija menor de la familia Beoulve, con madre distinta a sus hermanos mayores, gracias a su personalidad y cercanía de edad Alma siempre ha sido muy cercana a Ramza

- Princesa Ovelia (Atkascha):(15) Hija Adoptiva del Rey Atkascha III, Gobernante de Ivallice. Su fecha de nacimiento 11 de mayo y su signo del zodiaco Tauro

Job/Trabajo:Princess
Historia:La princesa Ovelia vivió mucho tiempo en el monasterio de Orborne donde la protegían de los terrores de la guerra. En ese tiempo pudo entrenarse para soportar los duros días de batallas y escaramuzas. 
- Agrias Oaks(23):Una Joven Caballero Perteneciente a la "Lion's Guard", los escudos personales de la corona, es la Fiel encargada de proteger a la Princesa Ovelia en estos tiempos tormentosos.

- Mustadio Bunansa:(19) Un joven Trabajador de las minas de Goug, que junto a su padre busca restaurar las "reliquias" que se encuentran enterradas en la ciudad. Ha logrado dominar el manejo de "Pistolas", un dispositivo que puede disparar proyectiles metálicos a altas velocidades.

## Historia
Ha transcurrido un año desde la derrota en la guerra de los 50 años.
A pesar de contar con tan solo 2 años de edad, el príncipe ha subido al trono tras anunciarse que su padre padece una súbita enfermedad.
Demasiado joven para gobernar, el príncipe requiere la ayuda de un regente y teme que su nombramiento como regente confiera a la reina una influencia excesiva sobre los asuntos de Estado.
En su lugar, el consejo decide nombrar como regente al primo más joven del rey, el duque Goltana.
Los duques Goltanna y Larg fueron generales que se distinguieron por su Heroica Actuación en la guerra de los 50 años. El primero de ellos presume de contar con aliados con la mayor parte de la aristocracia leal a la corona. Pero el duque Larg cuenta con el apoyo de los caballeros libres y los miembros de la nobleza caídos en desgracia tras la guerra de los 50 años.
Con los partidarios del duque Goltanna bajo el estandarte del león negro y los del duque Larg bajo el del león blanco.
Ivalice está a punto de entrar en una etapa que será recordada en los anales de la historia como "La guerra de los leones".

## Trabajos
En el Final Fantasy Tactics original, se volvió al tradicional sistema de trabajos/habilidades, que había sido dejado un poco de lado después de la tercera entrega de la saga principal de "Final Fantasy". Siendo esto un punto a favor, ya que demostró que se puede tener un buen y complicado sistema de juego/batallas, acompañado por una de las más obscuras y maduras historias jamás vista dentro de todos los juegos que llevan por nombre "Final Fantasy".
En Final Fantasy:  The war of Lions, se tomó el sistema de trabajos utilizado en su versión anterior, y fue mejorado, incluyendo nuevos trabajos y equilibrando el sistema de batalla. Esto mediante la inclusión de 22 trabajos Obtenibles por el jugador a libre voluntad. A continuación un listado de los trabajos (con sus nombres en inglés).
Squire:  Guerreros en entrenamiento para convertirse en héroes.
Comando: Fundaments
Chemist: Guerreros hábiles en el uso de Pociones y tónicos.
Comando:  Items
Knight: Guerreros con fuerza física y pureza de espíritu.
Comando: Arts of War
Archer: Guerreros con visión de halcón para los ataques a distancia.
Comando: Aim
White Mage: Magos con la habilidad de curar.
Comando: White Magicks
Black Mage: Magos expertos en las artes destructivas.
Comando: Black Magicks
Samurai: Maestros en las artes de guerra, buscan perfeccionar su habilidad con la espada agudizando su espíritu.
Comando: Iaido
Monk: Artistas marciales que llevan el cuerpo y la mente a sus límites.
Comando: Martial Arts
Thief: Rápidos de pies y ligeros de manos.
Comando: Steal
Ninja: Guerreros de las sombras, operando desde los rincones más oscuros de la historia, con poco crédito por sus acciones.
Comando: Throw
MysticGuerreros que operan ondas místicas para infligir daño a mente y cuerpo. Comando: Mystic arts
Arithmetician: Estrategas que han profundizado en las leyes aritméticas. Comando: Arithmeticks
Time Mage: Magos que manipulan el tiempo y el espacio. Comando: Time Magicks
Dragon: Guerreros que pelean hábilmente utilizando las técnicas de un Dragón heráldico. Comando: Jump
Geomancer: Guerreros únicos, que utilizan el terreno como arma. Comando: Geomancy
Orator: Guerreros que cambia el curso de las guerras con palabras, transformando los sentimientos del enemigo, e incluso, sus lealtades. Comando: Speechcraft
Summoner: Magos que invocan "espers" para solicitar su ayuda. Comando: Summon
Dancer (solo personajes Femeninos): Mujeres que con sus encantadoras danzas distraen al enemigo. Comando: Dance
Bard (solo personajes Masculinos): Hombres que prestan soporte e inspiración a sus camaradas mediante canciones.
Mime Misteriosos maestros de la mímica. Comando: Mime (copia la acción que realizó la última unidad aliada)
Y dos clases especiales totalmente nuevas
Onion Knight
Dark Knight

## Novedades
Entre las novedades que presenta esta versión están dos personajes nuevos: Balthier (oficio Sky Pirate) de Final Fantasy XII y Luso de Final Fantasy Tactics A2 (oficio Game Hunter). Hay dos oficios nuevos para seleccionar: Onion Knight y Dark Knight (el oficio único de Gafgarion cambia a Hell Knight). Se corrigieron algunos errores en batallas y rebalanceo en el sistema de oficios, se cambiaron/ajustaron los nombres de algunos personajes, así que Orlandu pasa a ser Orlandeau, Teta ahora es Tietra, Olan se vuelve Orran y Zalbag queda como Zalbaag. Se agregaron misiones y se implementó un modo multijugador para hacer enfrentamientos o bien jugar partidas en cooperativo. También es de resaltar el nuevo arte del juego que también se deja ver en los renovados cinemas.